# لاتین پرکاشن
لاتین پرکاشن (به انگلیسی: Latin Percussion) (به اختصار ال‌پی LP) یک نام تجاری سازهای کوبه‌ای است که در تولید سازهای قومیتی و کوبه‌ای لاتین تخصص دارد.